# Francis Grose (Lexikograf)

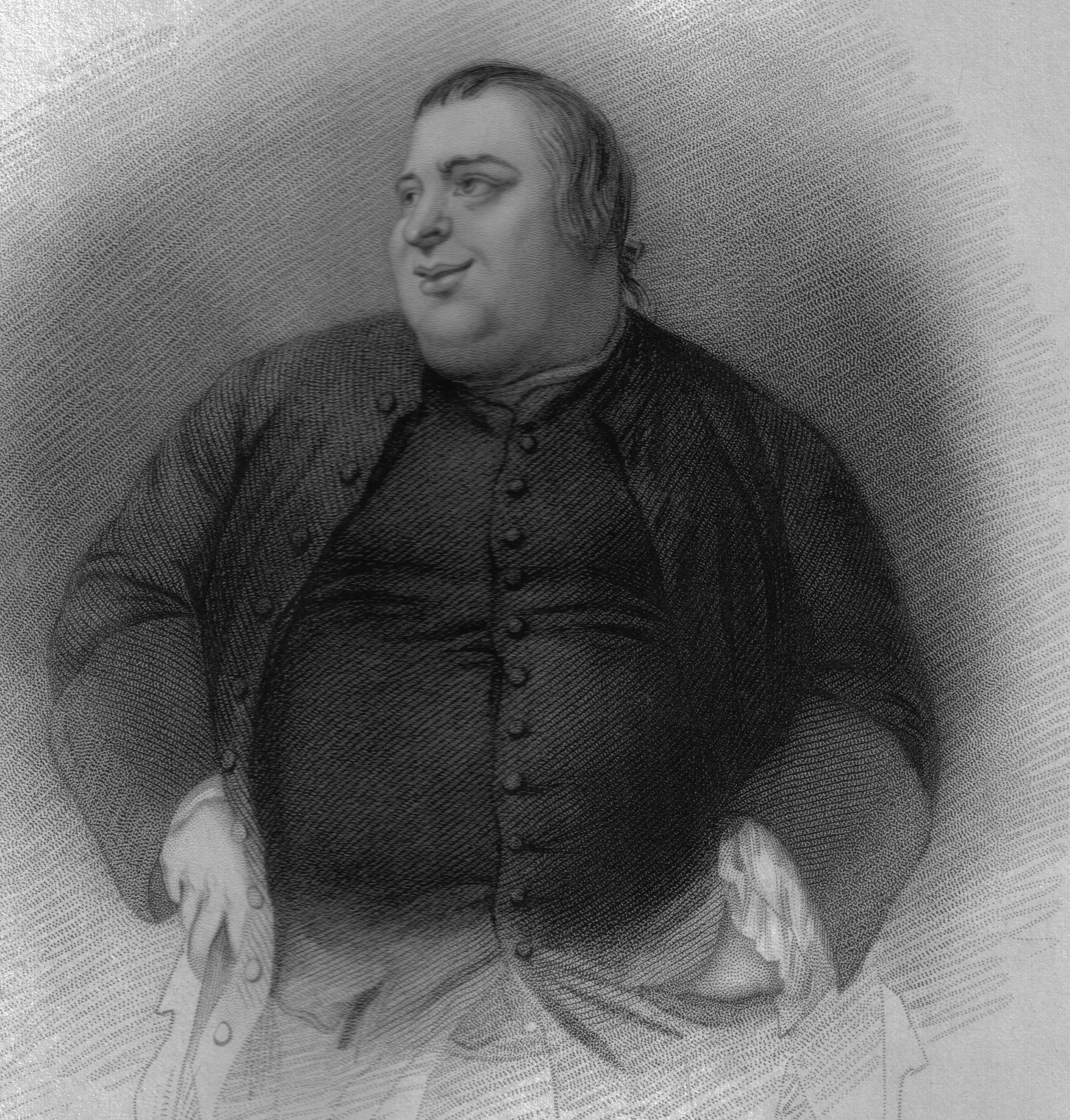
Francis Grose

Francis Grose (* 1731 in London; † 12. Juni 1791) war ein englischer Antiquar, Zeichner und Lexikograf.
Francis Grose wurde im Haus seines Vaters in der Broad Street in London geboren. Seine Eltern waren der Schweizer Einwanderer Francis Jacob Grose († 1769) und seine Frau Anne († 1773), die Tochter von Thomas Bennett aus Greenford in Middlesex.
Francis war das älteste von sieben Kindern. Sein Vater war Juwelier und hatte die Krönungskrone für Georg II. fertigen dürfen, er konnte Francis eine klassische Ausbildung ermöglichen. Danach ging er jedoch zunächst zum Militär, das er 1751 wieder verließ. 1755 kaufte sein Vater ihm einen Platz im College of Arms als Herold für Richmond ermöglichen. Offensichtlich gefiel es Grose nicht, Stammbäume zu prüfen und aufzuzeichnen, weshalb er 1763 das Amt als Herold wieder verkaufte, um erneut eine militärische Karrieren zu verfolgen, diesmal in der Miliz. Er wurde Adjutant und Zahlmeister, zuerst in Hampshire und dann in der Surrey-Miliz, dabei hatte er eigentlich wenig aus seinem eigenen finanziellen Missmanagement gelernt. Wie er selber zu erzählen pflegte, hatte er nur zwei Geschäftsbücher, nämlich seine rechte und linke Tasche.
Obwohl er häufig mit seinen militärischen Titel Captain bezeichnet wird, war Grose in seiner künstlerischen Karriere weitaus erfolgreicher. Er war ab 1757 Fellow der Society of Antiquaries und 1766 Mitglied der Incorporated Society of Artists. Ab 1769 stellte er seine Werke, hauptsächlich Ansichten architektonischer Überreste, in der Royal Academy aus.
Als er 1750 wegen Verbrauchsteuern nach Kent geschickt wurde, lernte er Catherine Jordan aus Canterbury kennen und heiratete sie. Sie bekamen zehn Kinder, von denen sechs das Erwachsenenalter erreichten. Mit den Nachlässen seiner Eltern und seiner Frau, verbesserte sich das Gehalt, das er als Hauptmann der Miliz bezog. Grose war in der Lage, trotz der finanziellen Anforderungen, die durch Erziehung und Bildung entstanden waren, einigermaßen gut zu leben und für seine Kinder zu sorgen. Ihr ältester Sohn war Francis Grose, Offizier der britischen Armee und der Vizegouverneur von New South Wales, Australien.

## Veröffentlichungen (Auswahl)
- The Antiquities of England and Wales, 1 (new ed.), London: S. Hooper, 1784 [1772]
- The Antiquities of England and Wales, 2 (new ed.), London: S. Hooper, 1783
- The Antiquities of England and Wales, 3 (new ed.), London: S. Hooper, 1783
- The Antiquities of England and Wales, 4 (new ed.), London: S. Hooper, 1785
- The Antiquities of England and Wales, 5 (new ed.), London: S. Hooper, 1785
- The Antiquities of England and Wales, 6 (new ed.), London: S. Hooper, 1785
- The Antiquities of England and Wales, 7 (new ed.), London: S. Hooper, 1785
- Supplement to the Antiquities of England and Wales, 8, London: S. Hooper, 1783 [1783]
- A Dictionary of Buckish Slang, University Wit, and Pickpocket Eloquence (and now considerably altered and enlarged, with the modern changes and improvements, by a member of the whip club), London: C. Chapel, 1811 [1785]
- A Glossary of Provincial and Local Words used in England, London: John Russell Smith, 1839 [1787]
- A Provincial Glossary; with a collection of local proverbs, and popular superstitions, London: E. Jeffery, 1811 [1787]
- The Antiquities of Scotland, 1, London: S. Hooper, 1797
- The Antiquities of Scotland, 2, London: S. Hooper, 1797
- The Antiquities of Ireland, 1, London: S. Hooper, 1797
- The Antiquities of Ireland, 2, London: S. Hooper, 1797 [1791]
- A Treatise on Ancient Armour and Weapons, illustrated by plates taken from the original armour in the tower of London, and other arsenals, museums, and cabinets, London: S. Hooper, 1786
- Military Antiquities respecting a History of the English Army, from the Conquest to the present, 1, London: S. Hooper, 1786

Military Antiquities respecting a History of the English Army, from the Conquest to the present, 2, London: T. Egerton Whitehall & G. Kearsley, 1801
- The Olio: being a collection of essays, dialogues, letters, biographical sketches, anecdotes, pieces of poetry, parodies, bon mots, epigrams, epitaphs, &c., chiefly original, London: Hooper and Wigstead, 1796
- The Antiquarian Repertory: a miscellaneous assemblage of topography, history, biography, customs, and manners. Intended to illustrate and preserve several valuable remains of old times. Chiefly compiled by, or under the direction of, Francis Grose, Thomas Astle and other eminent antiquaries, 3 Bände, 1807